# Sergej Firsanov
Sergei Nikolajevitsj Firsanov (Russisch: Сергей Николаевич Фирсанов; Velikije Loeki, 3 juli 1982) is een Russisch voormalig wielrenner die tussen 2016 en 2018 reed voor Gazprom-RusVelo. Firsanov was een klassementsrenner met top tien noteringen in onder meer de Ronde van Denemarken, Wielerweek van Lombardije en de Ronde van Noorwegen.
Hij is recordwinnaar van de Vijf ringen van Moskou, met twee zeges.

## Belangrijkste overwinningen
2005
Eindklassement Ronde van Toscane, Beloften
2006
6e etappe Bałtyk-Karkonosze-Tour
5e etappe, deel A Ronde van Bulgarije
2007
Memorial Oleg Djatsjenko
2008
2e etappe Ringerike GP
2e, 3e en 7e etappe Way to Pekin
Eindklassement Way to Pekin
4e etappe deel A Ronde van Slowakije
2009
3e etappe Boucle de l'Artois
Eindklassement Boucle de l'Artois
2e etappe Ringerike GP
Eindklassement Ringerike GP
2010
1e etappe Vijf ringen van Moskou
Eindklassement Vijf ringen van Moskou
2011
3e etappe Grote Prijs van Adygea
1e etappe Vijf ringen van Moskou
Eindklassement Vijf ringen van Moskou
2012
1e etappe Grote Prijs van Adygea
2e etappe Ronde van Madrid
Eindklassement Ronde van Madrid
2014
4e etappe Ronde van de Kaukasus
Eindklassement Ronde van de Kaukasus
2015
Grote Prijs van Sotsji Mayor
2e etappe Grote Prijs van Adygea
Eindklassement Grote Prijs van Adygea
5e etappe Ronde van Azerbeidzjan
2016
2e etappe Internationale Wielerweek
Eind- en bergklassement Internationale Wielerweek
Ronde van de Apennijnen

## Resultaten in voornaamste wedstrijden
| Jaar | Ronde van Italië | Ronde van Frankrijk | Ronde van Spanje |
| ---- | ---------------- | ------------------- | ---------------- |
| 2012 |                  |                     |                  |
| 2013 |                  |                     |                  |
| 2016 | 30e              |                     |                  |
| 2017 | 96e              |                     |                  |
| 2018 |                  |                     |                  |

| Jaar | Milaan-San Remo | Ronde van Lombardije | Eschborn-Frankfurt |
| ---- | --------------- | -------------------- | ------------------ |
| 2012 |                 |                      | Brons              |
| 2013 |                 |                      | 51e                |
| 2016 |                 | opgave               |                    |
| 2017 |                 | 90e                  |                    |
| 2018 | 74e             |                      | 56e                |

## Ploegen
- 2005 –  Rietumu Bank (vanaf 10-9)
- 2006 –  Premier (tot 19-6)
- 2006 –  Rietumu Bank-Riga (vanaf 20-6)
- 2007 –  Rietumu Bank-Riga
- 2008 –  Rietumu Bank-Riga
- 2009 –  Team Designa Køkken
- 2010 –  Team Designa Køkken-Blue Water
- 2011 –  Itera-Katjoesja
- 2012 –  RusVelo
- 2013 –  RusVelo
- 2014 –  RusVelo
- 2015 –  RusVelo
- 2016 –  Gazprom-RusVelo
- 2017 –  Gazprom-RusVelo
- 2018 –  Gazprom-RusVelo

Arguelyes · Chatoentsev · Firsanov · Jersjov · Jeskov · Kajkov · Klimov · I. Kovaljov · J. Kovaljov · Kozontsjoek · Krasnov · Markov · Manakov · Mironov · Ovetsjkin · Rovny · Savitski · Serov · Troesov · Valinin · Zoebov
Bojev · Firsanov · Klimov · Jersjov · Kotsjetkov · I. Kovaljov · J. Kovaljov · Krasnov · Majkin · Manakov · Mironov · Ovetsjkin · Pomosjnikov · Rybakov · Savitski · Serov · Solomennikov · Tatarinov · Zakarin
Balykin · Bojev · Firsanov · Jersjov · Klimov · Krasnov · Kritski · Lagoetin · Majkin · Ovetsjkin · Pomosjnikov · Pozdnjakov · Serov · Solomennikov · Tatarinov · Zakarin
Arslanov · Balykin · Bojev · Firsanov · Foliforov · Ignatenko · Jersjov · Jevtoesjenko · Koerbatov · Koestadintsjev · Komin · Majkin · Nikolajev · Nytsj · Ovetsjkin · Pozdnijakov · Rybakov · Savitski · Serov · Solomennikov · Stasj
Arslanov · Bojev · Firsanov · Foliforov · Jersjov · Jevtoesjenko · Koerbatov · Koestadintsjev · Kolobnev · Majkin · Manakov · Nikolajev · Nytsj · Ovetsjkin · Rybalkin · Savitski · Serov · Sjaloenov · Solomennikov · Stasj · Svesjnikov · Zakarin
Arslanov · Bojev · Broett · Firsanov · Foliforov · Jersjov · Kozontsjoek · Lagoetin · Majkin · Nikolajev · Nytsj · Ovetsjkin · Porsev · Rovny · Rybalkin · Savitski · Sjaloenov · Solomennikov · Svesjnikov · Troesov · Vorobjov · Zakarin · Kobernjak (stagiair) · Koerjanov (stagiair) · Tsjerkasov (stagiair)
Arslanov · Bojev · Firsanov · Foliforov · Kobernjak · Koerjanov · Kozontsjoek · Lagoetin · Majkin · Nytsj · Porsev · Rovny · Rybalkin · Sjaloenov · Sjilov · Troesov · Tsjerkasov · Vlasov · Koelikov (stagiair) · Koelikovski (stagiair) · Nekrasov (stagiair)